# Infanterie

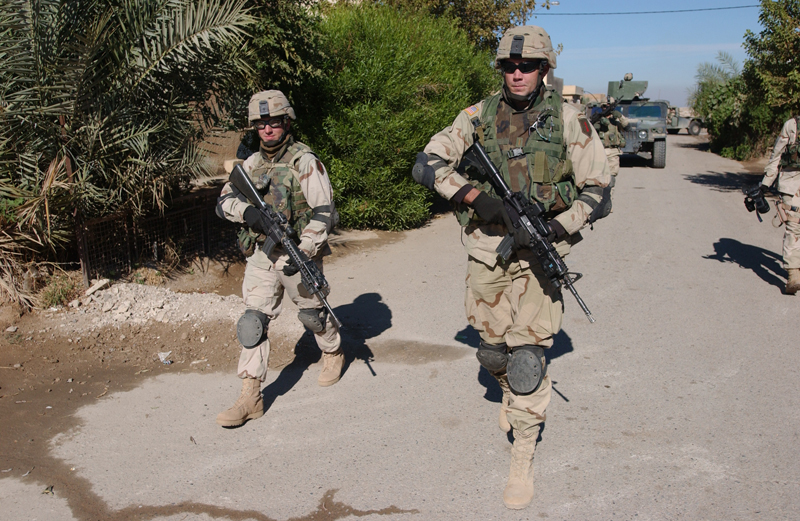
US-amerikanische Infanterie im Irak

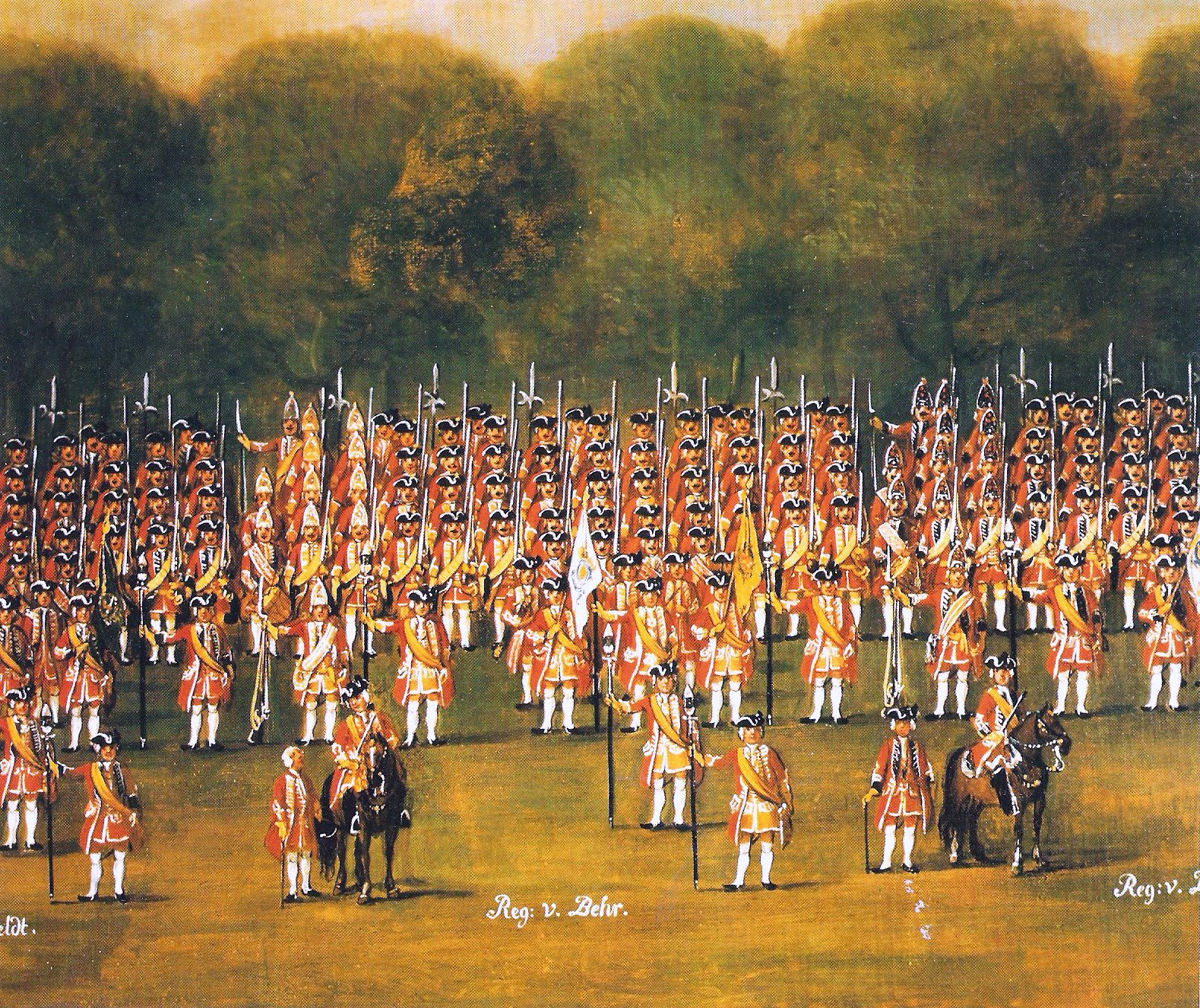
Kurhannoversches Infanterie-Regiment von Behr 1735 (1783: No. 7-A) bei der Revue von Bemerode

Infanterie, veraltet historisch Fußvolk, bezeichnet sich zu Fuß bewegende und kämpfende Soldaten der Kampftruppe der Landstreitkräfte, die mit Handwaffen ausgerüstet sind. Obwohl sich der Begriff Infanterie erst in der frühen Neuzeit einbürgerte, wird er auch für entsprechende Soldaten früherer Epochen verwendet. Der einzelne Soldat wird als Infanterist, früher auch als Fußsoldat bezeichnet.
Der Begriff der Infanterie ist einerseits abzugrenzen von unorganisierten Kämpfern zu Fuß wie Stammeskriegern, andererseits von Soldaten, die nicht zu Fuß kämpfen wie die Kavallerie oder Soldaten der Panzertruppe, oder Soldaten mit weittragenden Waffen wie die der Artillerie.
Die Bedeutung und das Ansehen der Infanterie wechselten stark im Lauf der Geschichte. Sie bildete aber meist die Basis der Landstreitkräfte. Ab der Zeit der stehenden Heere wurde in der Masse Linieninfanterie aufgestellt.
Die Truppengattung Infanterie als zu Fuß marschierende Kampftruppe der königlich-preußischen Armee und der anderen deutschen Armeen war in den Trossen und der Artillerie bespannt und wurde über größere Strecken im Eisenbahntransport verlegt. Sie war damit ab Beginn des Zweiten Weltkriegs nicht mehr vollumfänglich für den Bewegungskampf einsetzbar.
Von der Linieninfanterie sind die Leichte Infanterie und vormals bis ins 19. Jahrhundert die Dragoner abzugrenzen, die mit Pferden als Transportmittel beweglich gemachte Infanterie, die zum Kampf absaß. Infanterie ist seit der Neuzeit meist mechanisiert oder motorisiert wie die Jägertruppe und verfügt über schwere Infanteriewaffen wie Mörser, Panzerabwehrlenkwaffen und Feldkanonen, und nicht nur über Handfeuerwaffen meist als Langwaffen.
Für mit Kraftfahrzeugen organisatorisch beweglich gemachte Infanterie wird wie in der Wehrmacht, nachfolgend auch in der Bundeswehr, der Begriff Infanterie (mot.) benutzt. Diesem sind die Bezeichnungen Grenadiere (mot), in der Neuzeit heute Jäger oder Füsiliere gleichzusetzen. Grenadiere und Jäger unterscheiden sich meist durch die Ausstattung mit Transportpanzern wie dem Gepanzerten Transport-Kraftfahrzeug (GTK) oder mit geschützten Radfahrzeugen.
Mechanisierte Infanterie als mit Schützenpanzern ausgerüstete Verbände sind begrifflich Panzergrenadiere. Im Ostblock kannte man hierfür den Begriff Mot-Schützen, die in Regimentern zusammengefasst waren. Eine enge Verzahnung durch gegenseitige Unterstellung zum Gefecht der verbundenen Waffen fand jedoch nicht statt. Eine Unterstützung der motorisierten Schützen durch Kampfpanzer erfolgte nur durch ein selbständiges Panzerbataillon, das kompanieweise auf die mot. Schützen-Regimenter mit mehreren Bataillonen aufgeteilt wurde.
Neben dem Heer unterhalten in der Regel aus strategischen und organisatorischen Aspekten auch die Luft- und Marinestreitkräfte eigene Infanterieeinheiten.

## Begriffsentstehung
Der Begriff Infanterie stammt aus dem Romanischen Sprachraum und bezieht sich möglicherweise auf den Knappen eines Ritters, welcher im Italienischen als infante bezeichnet wurde. Dieser Begriff entstammt wiederum dem Lateinischen infans „[Klein]kind“, zusammengesetzt aus in- „nicht“ und fari „sprechen“.
Einer weiteren Erklärung zufolge geht die Bezeichnung Infanterie auch auf die Infantin Isabella Clara Eugenia, Tochter von König Philipp II. von Spanien, zu Beginn des 17. Jahrhunderts zurück. Das auf ihren Befehl geworbene Fußvolk wurde auf eine neue Art bewaffnet, geübt und der Infantin zu Ehren infanteria genannt.
Im deutschsprachigen Raum taucht der Begriff Infanterie erstmals im Jahre 1616 als allgemeine Bezeichnung von Fußtruppen auf. Bis dahin waren für diese die Bezeichnungen Fußvolk, Kriegsvolk zu Fuß, Fußknecht, Haufen zu Fuß und Landsknecht üblich.
Die Infanterie wird je nach Bewaffnung und Auftrag unterschieden in schwere, heute auch mechanisierte, und leichte Infanterie, die heute meist auch mit geschützten Fahrzeugen motorisiert ist.
Gereon von Köln und der heilige Mauritius gelten im christlichen Volksglauben als die Schutzpatrone der Infanterie/Soldaten.

## Geschichte

### Antike
Als Vorläufer der Infanterie können die individuell nach eigenem Gutdünken kämpfenden Krieger und Heerhaufen der vorgeschichtlichen Epochen betrachtet werden, von denen uns in Überlieferungen wie der Ilias berichtet wird, wie sie aber auch den Europäern während der Kolonialzeit vor allem in Nordamerika begegneten. Eine Entwicklung zur Infanterie kann aus dem Bemühen abgelesen werden, durch ein koordiniertes Verhalten vieler Fußkämpfer mehr als durch individuellen Erfolg ein Gefecht zu entscheiden. Das Aufkommen längere Zeit stehender Heere und der Reiterei können ebenfalls zu den Entstehungsvoraussetzungen der Infanterie gezählt werden. Die entstehende Professionalisierung und feste Rollenzuweisung rechtfertigen schließlich eine abgrenzende Bezeichnung.

#### Phalanx

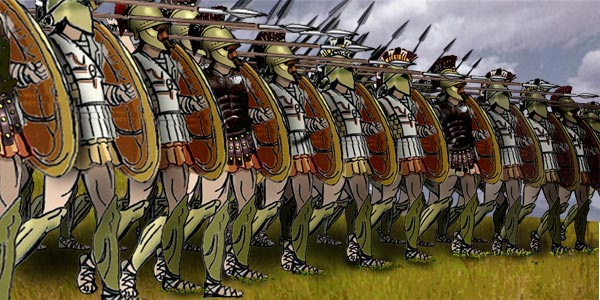
Klassische griechische Hoplitenphalanx

Als Phalanx bezeichnet man eine taktische Aufstellung schwer bewaffneter und gepanzerter Infanterie, wie sie insbesondere im antiken griechischen Kulturkreis üblich war. Die Phalanx wurde von Hopliten gebildet, die mit einer langen Lanze bewaffnet sowie durch Panzer und Schild geschützt waren. Die häufig viele Tausend zählenden Hopliten waren zur Bildung der Phalanx zehn bis zwanzig Reihen tief, dicht nebeneinander mit vorgestreckten (erste Reihen) bzw. auf die Schulter des Vordermannes aufgelegten (hintere Reihen) Lanzen aufgestellt.
Die Phalanx leitete im griechischen Altertum den Übergang von Einzel- zu Formationskämpfen ein. Sie wurde wahrscheinlich von den Spartanern im 7. Jahrhundert v. Chr. erfunden.

Die Phalanx galt für anders aufgestellte Fußtruppen jahrhundertelang als unüberwindbar, war allerdings wenig beweglich, von hinten und den Seiten ungeschützt und erforderte große Disziplin der Hopliten. In der Schlacht bei Marathon siegte eine griechische Phalanx gegen weit zahlreichere persische Truppen, denen die Motivation und Ausbildung zur Bildung einer so hoch geordneten Formation fehlte.

Die taktische Überlegenheit der Phalanx endete mit Einführung der Schiefen Schlachtordnung durch den Thebanischen Feldherren Epameinondas im 4. Jahrhundert v. Chr. Sie wurde erstmals 371 v. Chr. im Konflikt zwischen Sparta und Theben in der Schlacht bei Leuktra eingesetzt. Dabei sollen 10.000 Spartaner von 7.000 Thebanern geschlagen worden sein.

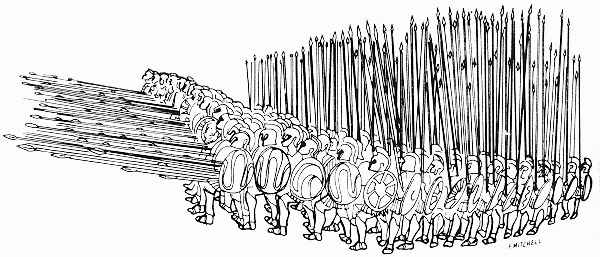
Darstellung einer Makedonischen Phalanx

Eine Weiterentwicklung der klassischen griechischen Phalanx stellt die Makedonische Phalanx dar, welche in der hellenistischen Kriegsführung prägend war. Entscheidende Änderung war die Bewaffnung mit häufig über sechs Meter langen Spießen bzw. Piken, der sogenannten Sarissa. Die Ausrüstung eines makedonischen Pikeniers war im Vergleich zu einem Hopliten weniger schwer, er trug einen wesentlich kleineren und leichteren Schild lose um seine linke Schulter oder den linken Unterarm gebunden, um beide Hände frei zur Führung der schweren Hauptwaffe. Die neue Überlegenheit in der Kriegsführung veranschaulichte Philipp II. selbst erstmals in der Schlacht bei Chaironeia 338 v. Chr. mit durchschlagendem Erfolg, als er die klassischen Formationen der Athener und Thebaner, zweier bis dahin führender Militärmächte, vernichtend schlug. Dieser Sieg begründete die Hegemonie Makedoniens über Griechenland und läutete zugleich die Dominanz der makedonischen Kriegsschule in der östlichen Mittelmeerwelt ein.

#### Taktische Manöver und Formationen außerhalb der griechischen Welt
Neben Griechen und Römern setzten auch andere antike Kulturkreise phalanxähnliche Formationen im Kampf ein, so wie etwa die Kelten bzw. Gallier (Caesar berichtet von einer helvetischen Phalanx) und in abgewandelter Form als Schildwall bei den Germanen. Kelten nutzten auch andere Formationen wie etwa die Trimarcisia, von Germanen wird berichtet, dass sie nicht selten in Keilformation in die Schlacht zogen. Eine besondere Form der Infanterie stellten die abwechselnd zu Fuß und auf dem Streitwagen kämpfenden Britannier dar, deren Geschicklichkeit und Können von Caesar hervorgehoben wurde.

#### Leichte Infanterie

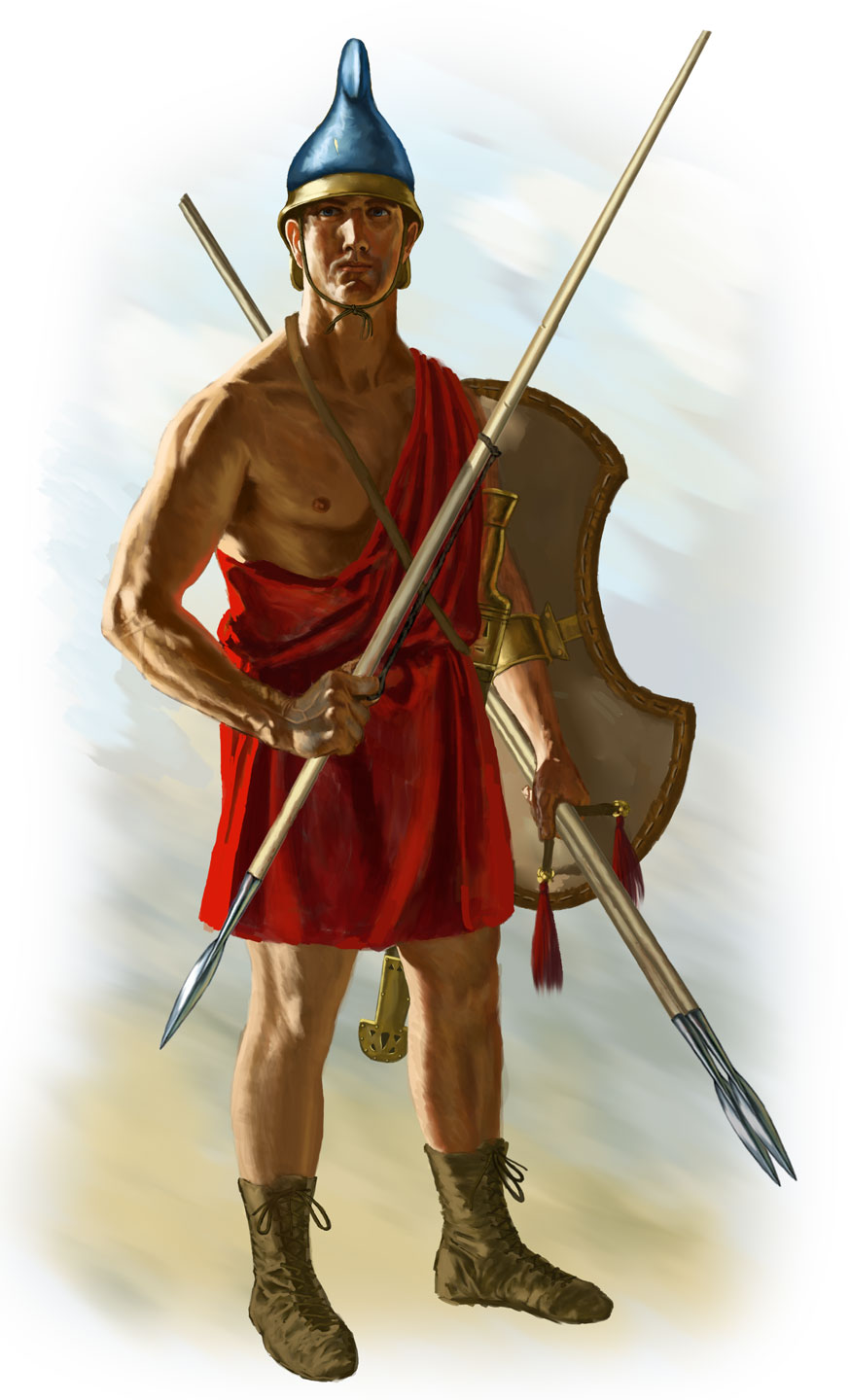
Leicht bewaffneter Peltast der hellenistischen Periode

Während der ganzen Antike spielte die leichte Infanterie, bestehend aus Fernkämpfern wie mit Wurfspeeren bewaffneten Plänklern (griechische Peltasten, römische Velites), Schleuderer, Bogenschützen und Armbrustschützen (Gastraphetes) und Infanteristen mit handlichen Torsionsgeschützen (Manuballistae) eine unterstützende Rolle. Ihre Hauptaufgabe war die Störung der gegnerischen Formation, welche das Vorrücken verlangsamen soll, bevor die schwere Infanterie den Nahkampf fortsetzte. Da man von ihnen eine hohe Mobilität erwartete, wurden sie nur leicht ausgerüstet und bewaffnet. Sie kämpften in aufgelockerter Formation außerhalb der Hauptschlachtreihe, sodass sie sich in der Regel vor dem Aufeinandertreffen der gegnerischen Schlachtlinien zurückzogen. Bei Belagerungsangriffen lag die Aufgabe im Unterstützungsfeuer, während die Hauptstreitmacht vorrückte.

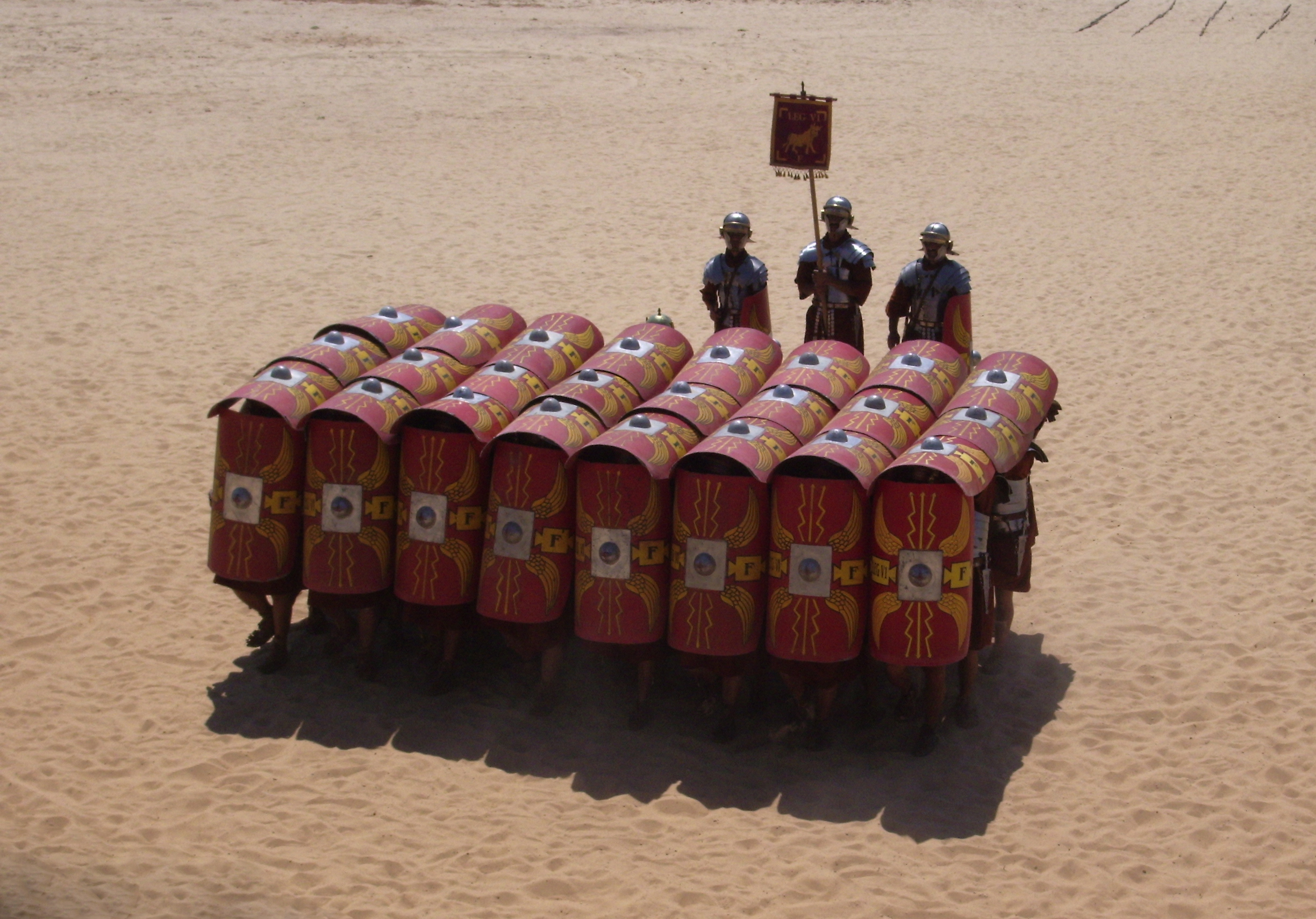
Reenactment einer von römischen Legionären gebildete Testudo (Schildkrötenformation). Solch ein taktisches Manöver konnten nur durch hohe Disziplin und ständiges Exerzieren sinnvoll eingesetzt werden.

#### Römische Infanterie
Ähnlich wie die Griechen kämpften die Römer etwa seit dem 7. Jahrhundert v. Chr. in der Phalanx. Im 4. Jahrhundert v. Chr. löste man die starre Infanterieformation in kleinere geschlossene Einheiten auf (Manipel), die der Gefechtslage angepasst manövrierten und aufgrund ihrer Beweglichkeit griechischen Phalanx-Formationen meist überlegen waren. Im Angriff warfen die römischen Infanteristen zunächst auf eine bestimmte Stelle der Phalanx ihre Wurfspeere (Pila) und stürmten dann mit gezücktem Kurzschwert (Gladius) in die so erzeugte Lücke.
Die Manipel waren Teile von Großverbänden – den Legionen. Eine Legion war ein selbständig operierender militärischer Großverband mit einem Kern von 4000 bis 6000 Mann schwerer Fußtruppen unterstützt von meist leicht bewaffneten Hilfstruppen in etwa gleicher Stärke sowie Reiterei. Im Gegensatz zu Heeren im hellenistischen Osten bildeten die Römer keine eigenen Artillerietruppen aus, sondern reihten sie ebenfalls in die Infanterie ein. Der Begriff der Legion kommt in heutigen Begriffen am ehesten der Division nahe. In der langen Geschichte der Legion wandelten sich deren Stärke, Zusammensetzung und Ausrüstung.
Sowohl bei den Griechen als auch zur Zeit der römischen Republik trugen die Infanteristen wie auch die Reiter die Kosten für ihre Bewaffnung selbst. Es bestand Wehrpflicht, und die freien Bürger erhielten ihre Funktion auf dem Schlachtfeld nach ihrer wirtschaftlichen Leistungsfähigkeit zugewiesen. Die Legion der klassischen römischen Kaiserzeit wurde durch die Heeresreform des Marius ab 107 v. Chr. geprägt. Erst während dieser Zeit entwickelte sich dann das Heerwesen mit professionellen, bezahlten Berufssoldaten, deren Kosten für die Grundausrüstung vom Staat getragen wurde. In der Kaiserzeit wurde die Kohorte zur wichtigsten taktischen Untereinheit.
In der beginnenden Spätantike wurden diese Maßnahmen daher systematisiert und vollendet, so dass sich das Erscheinungsbild der Legion grundlegend veränderte. Durch die Heeresreform Diokletians (284 bis 305) wurde die Anzahl der Legionen zwar stark erhöht (auf etwa 60), im Gegenzug ihre Sollstärke aber erheblich herabgesetzt (ca. 1.000 Mann). Damit trug man dem Umstand Rechnung, dass die Legionen der bisherigen Größe seit dem 3. Jahrhundert ohnehin nicht mehr als taktische Einheit eingesetzt worden waren: Die neuen, kleineren Legionen ließen sich rascher und flexibel zu Interventionsheeren der jeweils benötigten Größe zusammenziehen.

### Mittelalter

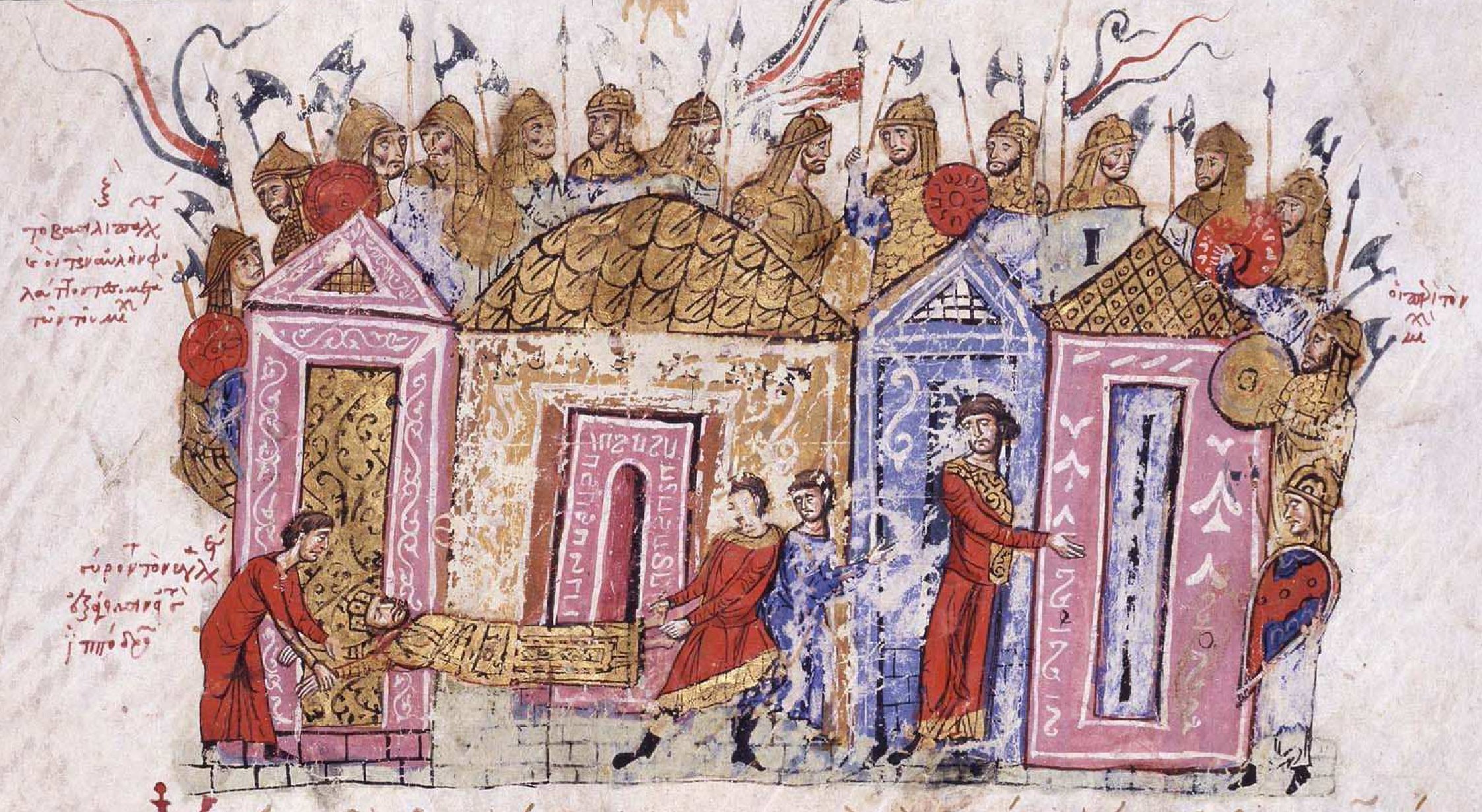
Die Warägergarde in der Chronik des Johannes Skylitzes (12. Jahrhundert)

Mit dem Ende des Weströmischen Reiches und der Völkerwanderungszeit verfielen die Städte weitgehend und damit die Gesellschaften, die die Infanterieformationen der Antike hervorgebracht hatten.
Zu Beginn des 8. Jahrhunderts kam auch in Europa der Steigbügel auf und führte zur Weiterentwicklung der schweren Reiterei.
Gegen Ende des 10. Jahrhunderts waren die Ritter die schlachtentscheidende Waffengattung in Europa geworden. Lediglich die wenigen Städte unterhielten Fußvolk als Hauptwaffengattung.
Für das „Fußvolk“ über das gesamte Mittelalter hinweg kann man nicht von einer Infanterie sprechen, da die bewaffneten Knechte, im Gegensatz zu einer Infanterie, nicht im taktischen Verband kämpften. Ihnen fehlte in der Regel die exerzierte Disziplin. Eine Ausnahme bildete die Warägergarde, die anfänglich aus Wikingern bestehende Leibgarde des byzantinischen Kaisers.

#### Langbogenschützen
Der englische König Eduard I. strebte im 13. Jahrhundert erstmals wieder eine stärkere Rolle von Fußvolk in der Kriegsführung an. Er erkannte, dass Bergbevölkerungen wie in Wales nicht mit kurzdienenden Ritteraufgeboten zu schlagen waren. Deshalb führte er zwei wichtige Neuerungen ein, die lange Zeit Bestand haben sollten: Er stellte ein das ganze Jahr dienendes Söldnerheer auf und rüstete es mit dem Langbogen aus, dessen besondere Vorzüge er erkannt hatte. Mit dieser Waffe ließ sich mit einer gewissen Übung ein gezielter Schuss bis auf 90 Fuß (ca. 30 Meter) abgeben, die äußerste Reichweite betrug etwa 140 Meter. Durch einen Pfeilregen ließ sich der Feind zu Beginn einer Schlacht beunruhigen und seine Haufen verloren ihren Zusammenhang. Beim Angriff gaben die Bogenschützen den eigenen Truppen Feuerschutz.
Im Hundertjährigen Krieg bildeten die mit dem Langbogen ausgerüsteten englischen Bogenschützen zu Fuß im Zusammenspiel mit abgesessenen Rittern und hinter Hindernissen erstmals wieder eine Gefahr für die berittenen Krieger des Mittelalters.
Siehe auch: Lehnswesen, Schlacht von Crécy, Schlacht von Azincourt

#### Landsknechte/Reisläufer

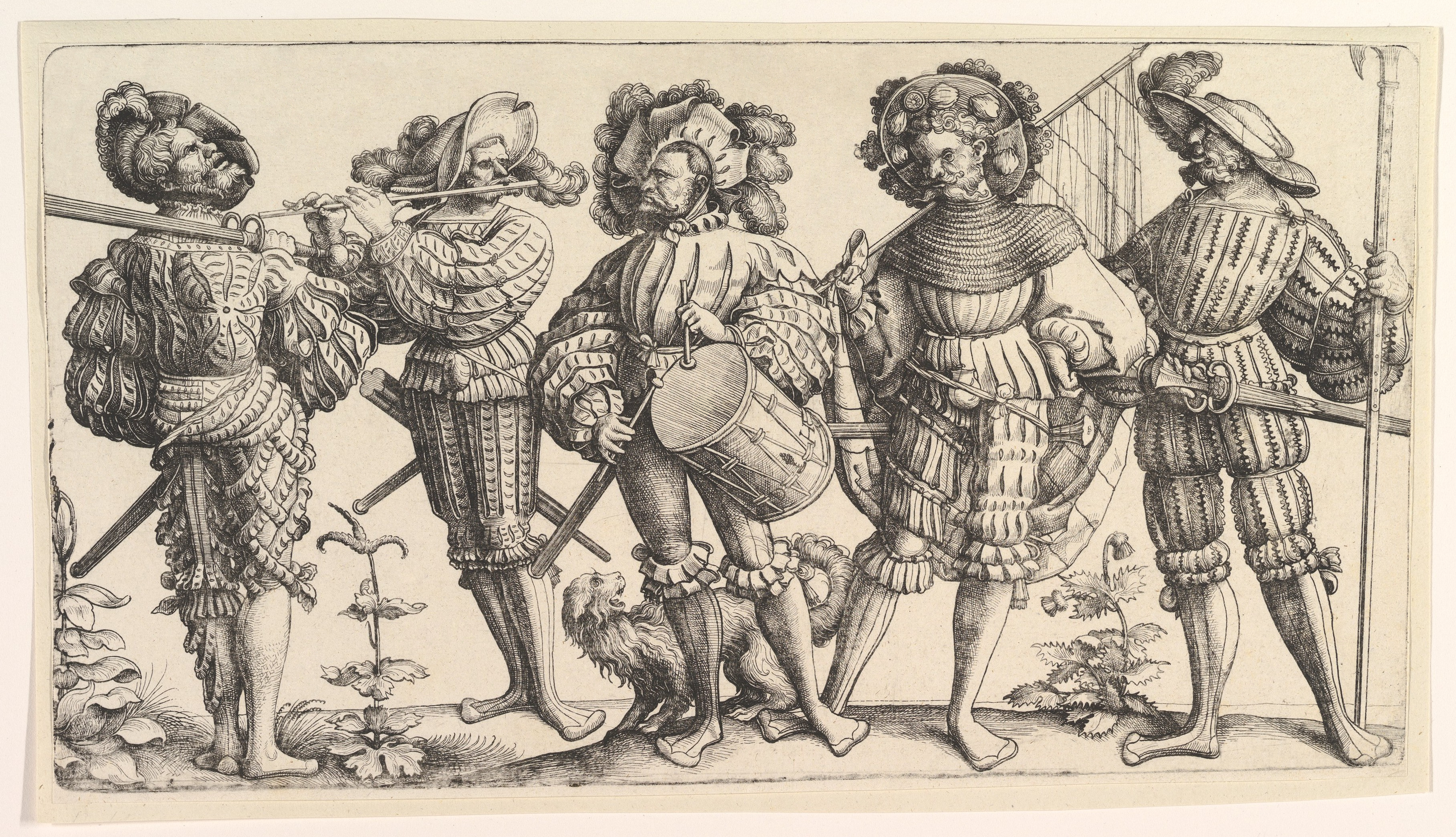
„Die fünf Landsknechte“, Eisenradierung von Daniel Hopfer aus dem frühen 16. Jahrhundert

Die Schweizer stellen ab 1386 (Schlacht bei Sempach) erstmals seit der Antike wieder eine echte Infanterie dar. Mit Spießen und Streitäxten gerüstet, straff organisiert, ausgebildet und im Verband kämpfend, zeigten sie sich den Rittern überlegen. Die Gliederungsform der Infanterie wurde Gewalthaufen genannt. Die Wirkung des Gewalthaufens beruhte auf der Stoßkraft der sich geschlossen vorwärts bewegenden Masse. Die Entscheidung wurde im Angriff gesucht. In dieser Weise führten die Spanier 1485 ihr Fußvolk erfolgreich gegen die Mauren. Sie wurden Vorbild für andere europäische Heere.
Als Schöpfer der deutschen Infanterie werden Kaiser Maximilian I. und Georg von Frundsberg angesehen. Sie waren die bedeutendsten Führer und Organisatoren der Landsknechtheere. Mit ihnen begann das neuzeitliche Kriegswesen. Mit zunehmender Wiederentstehung einer bedeutenden Reiterwaffe und Einführung von Schusswaffen entstand bei den Fußtruppen die Form des Gevierthaufens als Defensivaufstellung. Arkebusiere und Musketiere waren die ersten Feuerwaffenträger der Infanterie.
Man verstand die nun aufkommenden Feuerwaffen zunächst als Waffe des Feiglings und als eine Bedrohung der christlichen Moral und Gesellschaftsordnung. Aber ihre Wirkung war entscheidend, und deshalb verwendete man sie. In seinem militärwissenschaftlichen Werk Nef des Princes et des Batailles (1502) beschäftigt sich Robert de Balzac eingehend mit dem Einsatz von Feuerwaffen, der modernen Truppengliederung und der Notwendigkeit, bei der Aufrechterhaltung der Disziplin und der Anwendung der Taktik der verbrannten Erde rücksichtslos vorzugehen.
Siehe auch: Treffentaktik, Reisläufer, Landsknecht

#### Janitscharen
Die Janitscharen (Einzahl der Janitschar, türkisch Yeniçeri, „neue Truppe“) waren im Osmanischen Reich die Elitetruppen der Infanterie. Sie stellten auch die Leibwache des Sultans und erreichten oft höchste Positionen im osmanischen Staatswesen. Die Truppen haben ihren Ursprung im 14. Jahrhundert und wurden 1826 aufgelöst.
Siehe auch: Osmanische Armee

#### Strelizen
Strelizen (russ. Strelez „(Bogen)schütze“, von slaw. Strela „Strahl, Pfeil“) ist die Bezeichnung für die von Zar Iwan dem Schrecklichen um 1550 eingeführte, mit Feuerwaffen und Hellebarden (Berdishi) ausgestattete Palastgarde. Sie waren für ihre gute Ausbildung und ihre Loyalität gegenüber dem Zaren bekannt. Die Strelizen wurden bald zu einem stehenden Heer mit zehntausenden Mann ausgebaut und stellten damit die erste reguläre Berufsarmee in Russland dar.
Siehe auch: Geschichte Russlands

### Frühe Neuzeit

#### Schwedische Heeresreformen
Schwedens König Gustav II. Adolf konnte sich keine Söldnerarmee leisten, die groß genug gewesen wäre, um sich gegenüber den Armeen seiner Gegner behaupten zu können, und führte daher die Wehrpflicht ein. Er schuf die erste vom Staat aufgestellte, bezahlte, ernährte und ausgerüstete Volksarmee. So rekrutierte er mehr als 40.000 Schweden, die „starkgliedrig und, soweit festgestellt werden kann, tapfer waren – im Alter von 18 bis 30 Jahren“. Angehörige von kriegswichtigen Berufen, wie zur Munitionsherstellung und dem Transportwesen, wurden freigestellt. Die Volksarmee war nicht nur wirtschaftlich und die Kampfmoral betreffend besser ausgestattet als die zumeist aus Söldnern bestehenden Armeen des Gegners.
Zusammensetzung und Ausrüstung der schwedischen Armee unterschieden sich von denen anderer europäischer Heere, denn sie entsprachen den taktischen Vorstellungen des Königs, der größten Wert auf Feuerkraft und Beweglichkeit legte. Die wichtigste Waffe wurde die Muskete, und er vermehrte die Kontingente der Musketiere auf Kosten der Pikenträger. Wie Moritz von Nassau teilte er seine Verbände in kleinere Einheiten und Untereinheiten auf. Eine Kompanie bestand aus 72 Musketieren und 54 Pikenträgern.
Vier Kompanien bildeten ein Bataillon, acht Bataillone ein Regiment und zwei bis vier Regimenter eine Brigade. Die Muskete wurde kürzer und konnte, da sie leichter geworden war, freihändig in Anschlag gebracht werden. Das Laden wurde vereinfacht, und das Radschloss und die Papierpatrone gehörten zur Standardausrüstung. Auch die Pike war jetzt nicht mehr 5 Meter, sondern nur noch etwa 3,5 Meter lang, und die Rüstungen waren leichter geworden.
In solch einer Armee, die aus zahlreichen kleineren Einheiten bestand, gab es mehr Offiziere als früher, und es entstand eine militärische Rangordnung. Ferner ließ Gustav II. Adolf Nachlässigkeit nicht durchgehen und beförderte seine Offiziere nach Verdienst und Leistung. Der Verantwortungsbereich der Unteroffiziere wurde erweitert. Die Einführung von Uniformen und Rangabzeichen trug wesentlich zur Vereinheitlichung bei und förderte Kampfmoral und Korpsgeist. Von nun an hing die Kampfkraft der Infanterie von ihren Feuerwaffen ab, auch die Pike war eine Angriffswaffe, aber die Hauptaufgabe der Pikenträger war es, die Musketiere während der Feuerpause beim Laden insbesondere gegen den Angriff von Kavallerie zu schützen.
Siehe auch: Dreißigjähriger Krieg

### 18. Jahrhundert: Lineartaktik

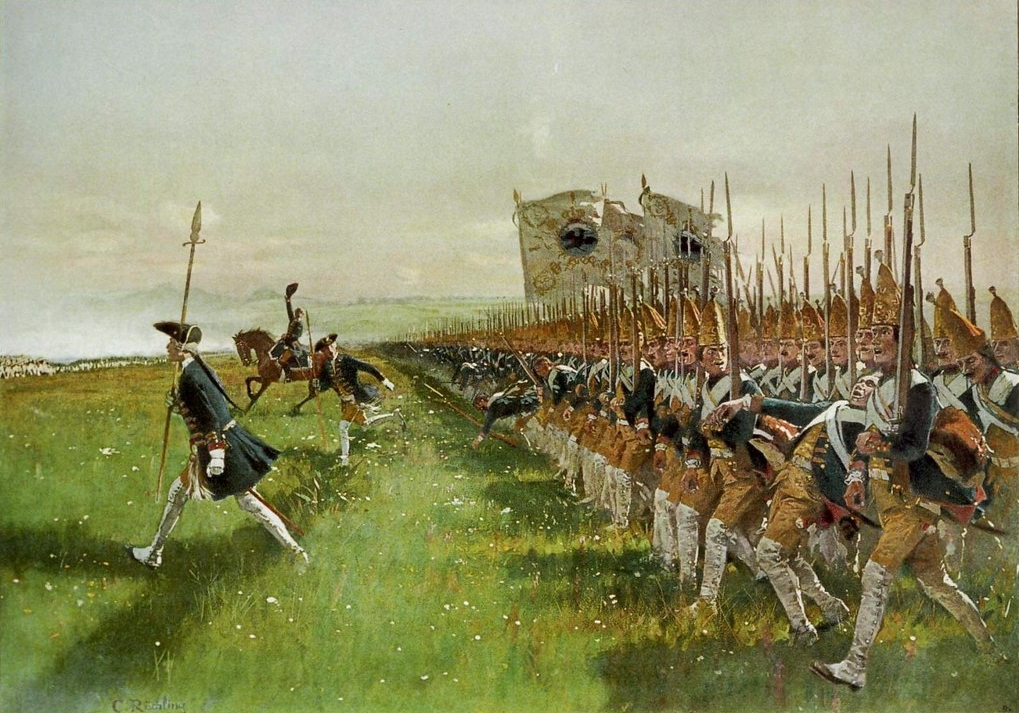
Angriff preußischer Infanterie in Lineartaktik – nicht zeitgenössische Darstellung des 19. Jahrhunderts von Carl Röchling

Um die Wende zum 18. Jahrhundert wandelten sich die Fußtruppen aufgrund der technischen Entwicklung von der schweren Infanterie, der Pikeniere mit Schutzausrüstung, zum Feuerwaffenträger.
Gegliedert war das Infanteriebataillon zu vier Infanteriekompanien, einem kleinen Bataillonsstab und begleitenden Infanteriegeschützen. Jede der Infanteriekompanien war in meist vier Pelotons gegliedert. Versorgungstruppenteile und Instandsetzungskräfte wie Büchsenmacher und Schuster waren dem Regiment angegliedert.
Die Einführung des Bajonetts in der zweiten Hälfte des 17. Jahrhunderts brachte eine Verbindung der blanken Waffe mit dem Gewehr. Im deutschsprachigen Raum wurde die Linieninfanterie meist als Musketiere und als Füsiliere bezeichnet. Durch den Wechsel vom Luntenschlossgewehr zum Steinschlossgewehr benötigte der Infanterist weniger Platz auf dem Schlachtfeld. Da die Genauigkeit und Reichweite der Steinschlossgewehre aber noch gering war, kam es in der Schlacht darauf an, möglichst viele Gewehre gleichzeitig zum Einsatz zu bringen. Deshalb wurden die ehemals tiefer gegliederten Formationen des Fußvolkes mit der Treffentaktik durch flachere und breitere Gefechtsordnungen abgelöst und es entstand die Lineartaktik. Gleichzeitig diente die Aufstellung der gesamten Infanterie in langen, zusammenhängenden Linien dazu, die Desertion zum Dienst gepresster Soldaten zu verhindern. Diese war auch durch die Ladezeit für die Musketen notwendig. Die Musketen wurden erst rund 150 Jahre später durch Hinterlader, nachfolgend als Repetierwaffe abgelöst.
Ihren Höhepunkt erreichte die Linientaktik während des Siebenjährigen Krieges (1756–1763). Bisher war bei der Feuergeschwindigkeit von einem Schuss in drei Minuten das schwerfällige Luntengewehr überwiegend eine Defensivwaffe gewesen. Nun ermöglichte der Flintstein der Musketiere in Verbindung mit einer Verbesserung des Waffendrills eine Kadenz von fünf Schuss in zwei Minuten. Die Feuerwirkung wurde auch weiterhin nicht durch gezielten Einzelschuss, sondern durch Massierung erreicht. Hierbei waren verschiedene Feuerkommandos im Feuerdrill möglich. Grob wurde zwischen zwei verschiedenen Methoden unterscheiden – ein Truppenkörper feuerte bis zur Bataillonsstärke eine Salve ab – entweder alle gleichzeitig (hintere Glieder durch die Lücken der Vorderen) oder von vorne nach hinten gestaffelt durch Gliedweises Feuern oder die Halbkompanien (=Pelotons) schossen ein rollendes Feuer und konnten sich diesem Rhythmus angepasst auch pelotonweise vorwärtsbewegen, oder die Truppen gaben wie z. B. in Österreich ein sogenanntes Lauffeuer ab, das sich von Mann zu Mann fortpflanzte. Die Feuerwirkung ist umstritten. Bei einer Reichweite des Infanteriegewehrs von 400 Schritt war eine befriedigende Feuerwirkung erst ab etwa 300 Schritt (169 m) und durch die glatten Rohre wesentlich weniger gegeben.
Die Infanterie in der zweiten Hälfte des 18. Jahrhunderts feuerte unterteilt in Halbkompanien nach einem komplizierten System nach den geraden und ungeraden Zahlen von den Flügeln zur Mitte hin. Die Annäherung erfolgte niemals im Laufen, um die Truppe nicht auseinanderfallen zu lassen, sondern im starken Schritt. Tempo waren nach dem preußischen Reglement von 1743 75 Schritt pro Minute. Das Feuer wurde auf etwa 300 Schritt Entfernung eröffnet, worauf das Tempo auf 40 bis 45 Schritt bei gleichzeitiger Verkürzung der Schrittlänge reduziert wurde. Hatten sich die gegeneinander vorrückenden Truppen auf 30 Schritt einander genähert, wurde das Gewehr mit aufgepflanzten Bajonett gefällt, das heißt: annähernd waagerecht vorgereckt. Hierbei war es in Preußen nicht mehr geladen, während Österreicher und Hannoveraner noch einmal aus der Hüfte zu feuern pflegten.
Siehe auch: Vorderlader, Linientaktik

### Koalitionskriege und 19. Jahrhundert
Zu einer Veränderung im Einsatz der Infanterie kam es durch die Französische Revolution und den Amerikanischen Unabhängigkeitskrieg. Während bis dahin gut gedrillte Soldaten häufig unfreiwillig in der Lineartaktik kämpften, schlossen sich diesen beiden Armeen Freiwillige an, die aber schlecht ausgebildet waren. Die Rekruten des französischen Volksheeres waren zur korrekten Aufstellung in Linien und damit zur Anwendung der bisherigen Taktik gar nicht fähig. Durch die Verbindung des Kampfes in zerstreuter Ordnung und in geschlossenen Kolonnen konnte die fehlende Ausbildung aufgewogen werden. Bald zeigten sich die Vorteile der neuen Gefechtstaktik: Während sich eine an einer Stelle zerrissene Linie taktisch geschlagen geben musste, blieb die Feuerkraft bei einer in mehreren Kolonnen aufgestellten Infanterie weitgehend erhalten, falls einzelne Kolonnen in Unordnung gerieten. Perfektioniert wurde dieses System durch Napoléon Bonaparte und spätestens ab 1813 von allen Armeen Europas übernommen.
Bereits seit 1631 kannte man während des Dreißigjährigen Krieges Jägerbataillone, die aus Forstleuten rekrutiert wurden und unter der Regentschaft von Landgraf Wilhelm V. von Hessen-Kassel als die ältesten im deutschen Sprachraum aufgestellt wurden. Diese hatten den Auftrag, insbesondere Offiziere und Geschützbedienungen im gezielten Schuss zu bekämpfen. Hessische und andere deutsche Kontingente wurden im späten 18. Jahrhundert dann im amerikanischen Unabhängigkeitskrieg eingesetzt.
In Nordamerika verwischten sich die Grenzen zwischen dem reglementgemäßen Gefecht in geschlossener Ordnung und dem Partisanenkampf, auch „kleiner Krieg“ genannt: leichte Infanterie, mangelhaft gedrillt und wenig diszipliniert, errang im zerstreuten Einsatz gegen die Engländer vielbeachtete Erfolge. In Preußen wurde 1787 jeder Infanteriekompanie zehn besondere Schützen zugeteilt. Die Schützen waren abweichend von der Schlachtinfanterie nicht mit Musketen mit glatten Läufen, sondern mit gezogenen Büchsen ausgerüstet, die den gezielten Schuss erlaubten. Sie wurden im Angriff als Schwärme den geschlossen eingesetzten Verbänden vorausgeschickt. Dadurch erzwangen sie eine Auflockerung der feindlichen Linieninfanterie, die nun nicht mehr in geschlossener Front vorrücken konnte. Die geschlossen eingesetzten Verbände rückten echelonweise (staffelweise) vor, die Zwischenräume zwischen den Verbänden vergrößerten sich. Noch bedeutete die Möglichkeit der Schützen, gezielte Schüsse abzugeben, keine nennenswert gesteigerte Feuerwirkung. Ihr Wert lag hauptsächlich im Stören und Verschleiern. Bei Verringerung des Abstands zum Feind hatten die Schützen selbstständig das Feuer zu eröffnen, danach wurden sie von der vorrückenden Linie aufgenommen. Ein entscheidender Anstoß zur Weiterentwicklung der Schützentaktik ging von der Französischen Revolution aus, in deren Gefolge die ungeübten Massen nicht mehr mit der gebotenen Gründlichkeit gedrillt werden konnten. Die Franzosen formierten sich zwar in Linien, schickten ihnen jedoch dichte Schützenschwärme voraus, die die eigentliche Last des Kampfes trugen. Dieses improvisierte Verfahren setzte auf Begeisterung statt Disziplin und war dementsprechend ineffizient. Die Französischen Revolutionsheere versagten ständig, bis eine neue Generation an Offizieren die Levée en masse durchexerziert hatte.

#### Napoleons Reformen

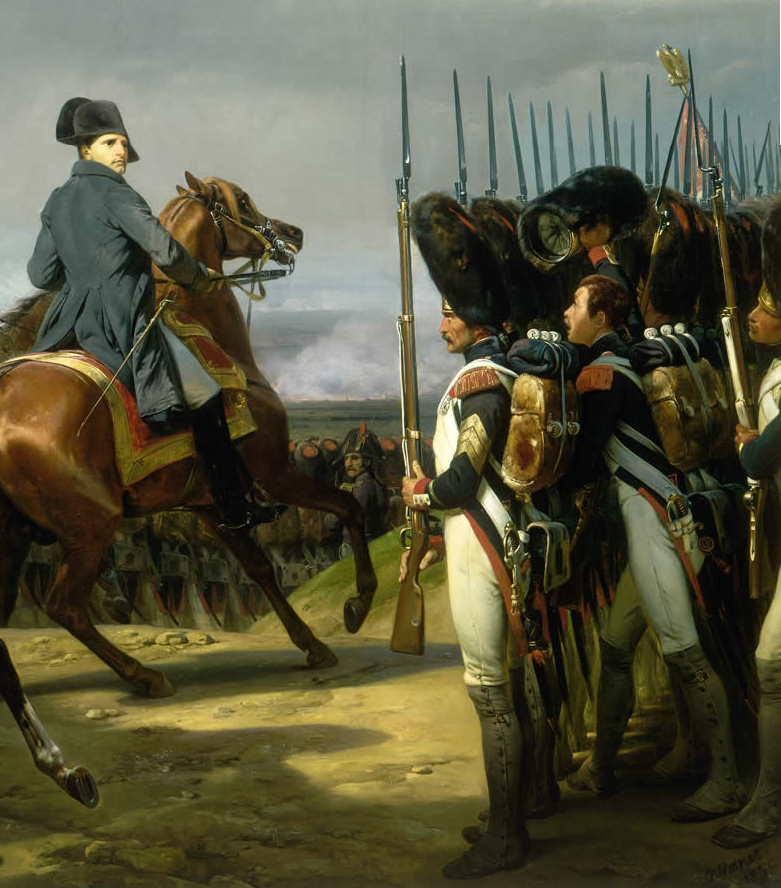
Napoleon in der Schlacht bei Jena, 1806, von Horace Vernet

Napoleons Schlachtordnungen waren von Anbeginn seiner Feldherrnlaufbahn auf Vernichtung des Gegners ausgerichtet, deren Vollendung allerdings durch diplomatisch-politischen Abschluss. Napoleons Operationen und Schlachten zielten auf den entscheidenden Vernichtungssieg ab, wobei ihm nach Geist, Mitteln, Gliederung und Zahl höchst leistungsfähige Truppen zu Gebote standen. Dabei hat Napoleon die drei bestimmenden Faktoren, die geforderte „strategische Dreieinigkeit“ von Zeit, Raum und Kraft, in eine kriegsgeschichtlich seltene Übereinstimmung gebracht. Seine Direktiven für die Operationsführung und Schlacht waren „frei von jedem schematischen Dogmatismus“. Hauptsache war, dass die konzentrisch herandirigierten Großverbände an der richtigen Stelle zeitgerecht mit Übermacht zum gemeinsamen Schlagen kamen. Eben hierbei hatte Napoleon ein seit der überlieferten Kriegsgeschichte bestehendes Führungsproblem zu bewältigen, das erst mit der militärischen Nutzung von Telegraf, Eisenbahn und einem zunehmend ausgebauten Straßennetz gelöst werden konnte: die räumlich-zeitliche Koordination der von Napoleon zumeist auf Umgehung des Feindes angelegten Heeresteile, allerdings ihre Zusammenfassung so rechtzeitig vor der Schlacht, dass die notwendigen taktischen Dispositionen möglichst ohne Friktion getroffen werden können. Für die moderne Operationsführung gilt seit Napoleon, dass eine Offensive aus zwei Richtungen nicht etwa aus vorheriger Zusammenballung aller Kräfte frontal direkt am Schlachtfeld respektive am Feind geführt werden sollte, sondern sich aus der Tiefe des Operationsraumes durch konzentrisches Vorführen getrennter Heeresteile zu entwickeln habe.
- Zermürbung des Gegners durch konzentrische Angriffshandlungen und durch elastische Operationsführung
- Herbeiführen einer feldzugentscheidenden Niederlage durch Einschließung mit dem Ziel einer militärisch-politischen Niederwerfung

#### Angriffskolonne
Gleichzeitig aus dem revolutionären Frankreich wurde eine weitere taktische Neuerung übernommen, die die Tendenz zur Zusammenballung der Truppe bei größerer Tiefe weiter verstärkte: die Angriffskolonne. Zu dieser wurden die Bataillone in vier Linien zu je drei Gliedern etwa fünfzig Rotten breit aufgestellt. Diese Form verband die Vorteile der breiten Aufstellung – den gleichzeitigen Einsatz möglichst vieler Gewehre – mit Stoßkraft durch die Tiefengliederung. Da in der Kolonne jedoch die Mehrzahl der Soldaten nicht zum Schuss kam, war sie im Hinblick auf die Feuerwirkung der Linie weit unterlegen. Umso bemerkenswerter ist das Gewicht, das man trotz dieser Tatsache dem psychologischen Element beimaß.
Napoleon stellte große Kolonnen bis zur Infanteriemasse einer Division zusammen und eroberte mit dieser taktischen Grundform Europa.
Für die Artillerie hatte die neue Taktik einschneidende Folgen: Ihre Verzettlung in Form von Regimentsstücken in den Lücken zwischen den Verbänden hörte auf, ihre Beweglichkeit wurde dadurch erhöht, dass man einen Teil beritten machte. Zur gleichen Zeit wurden die Geschütze in Batterien gegliedert und mehr und mehr zwischen den Kolonnen zu wechselnden Schwerpunkteinsätze zusammengefasst. Damit wurde der artilleristische Einsatz zu einer selbstständigen Gefechtshandlung, die eingesetzte Artilleriemasse zum taktischen Verband.
Die Reiterei behielt während dieser Zeit des Umbruches ihre vorherige Aufgabe. Berittene Infanterie waren die Dragoner, auch in einigen Heeren als Karabiniers bezeichnet, die das Pferd nur für die Fortbewegung nutzten und zum Gefecht absaßen. Der Auftrag und Gliederung wurde jedoch je nach Land immer mehr in die der Kavallerie gedrängt.
Siehe auch: Koalitionskriege
Im 19. Jahrhundert unterschieden verschiedene Armeen ihre infanteristischen Soldaten in etwa folgende Truppenteile:
- Preußen: Musketiere, Grenadiere, Füsiliere der Linieninfanterie sowie Jäger und Schützen der leichten Infanterie
- Österreich: Linieninfanterie sowie k.u.k. Feldjäger (mit den Tiroler Kaiserjäger und Windbüchsenjäger) sowie Grenzer (die eine Mischung aus Linieninfanterie und Jäger waren)
- Frankreich: Linieninfanterie sowie als leichte Infanterie Chausseur a pied und Tirailleurs sowie für den Kolonialkrieg Fremdenlegion sowie Zuaven- und Turkoregimenter
- Russland: Garde- und Linieninfanterie sowie Schützen
- Italien: Linieninfanterie und Grenadiere sowie Bersaglieri (Schützen) und Alpini (Gebirgsjäger)

#### Hinterlader

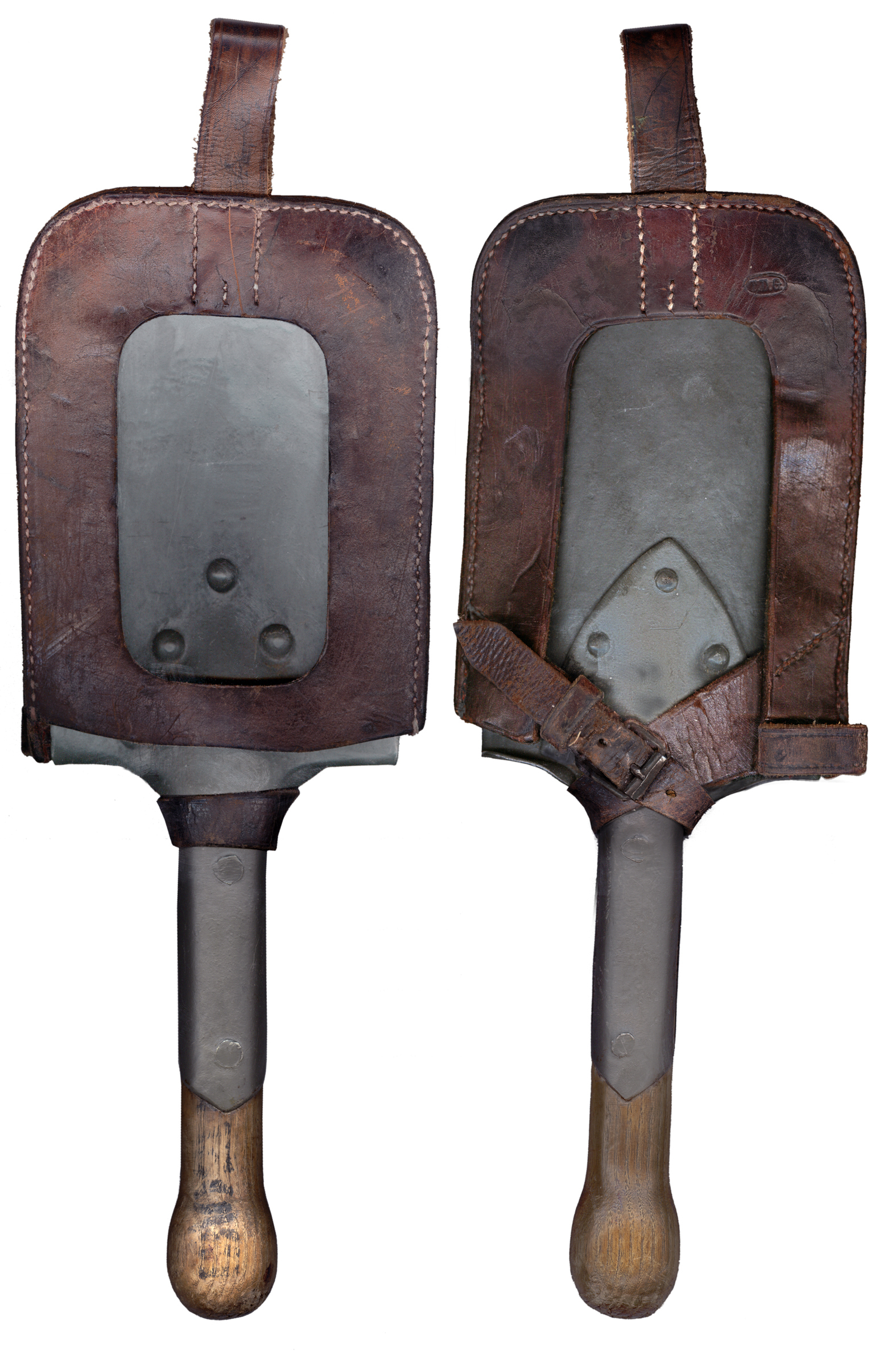
Deutscher Feldspaten aus dem Ersten Weltkrieg für Maschinengewehrkompanien; Hersteller: T.D.G.

Mit Erfindung des Hinterladers durch Johann Dreyse 1839 konnte das Gewehr aus der Deckung heraus im Liegen geladen werden (was den damals noch verbreiteten Angriffsdoktrinen aus der napoleonischen Epoche entgegenstand, im Liegen zu schießen galt als unehrenhaft). Infanteristen, die noch mit Vorderladern ausgerüstet waren, mussten diese ohnehin im Stehen laden. Eine weitere Verbesserungen, das Patronenmagazin (Spencer-Carbine) der amerikanischen Nordstaaten 1864, wurde in Europa wenig beachtet.
Jedoch war im Gegensatz zu den Österreichern bereits 1866 die preußische Armee im Deutschen Krieg (auch Deutsch-Österreichischer Krieg) mit dem Dreyse-Zündnadelgewehr als Hinterlader ausgerüstet. Bei deren Weiterentwicklung wurde in Europa v. a. mit dem Gendarmerie-Gewehr des Wieners Fruhwirth (1872) und der Abdichtung der Kammer (Chassepotgewehr 1866) deren Schussleistung erheblich erhöht. Das Dreyse-Zündnadelgewehr konnte wirksam bis auf 300 Schritt (= 225 Meter) schießen, das französische Chassepotgewehr bis zu 1600 Metern.
Siehe auch: Sezessionskrieg, Scharfschützen

#### Krimkrieg
Der Krimkrieg war der erste, insbesondere im technischen Sinn moderne Krieg der Weltgeschichte. Zum ersten Mal wurden auf britischer Seite Infanterieeinheiten eingesetzt, die durchgehend mit gezogenen Gewehren ausgerüstet waren (Enfield Rifled Musket im Kaliber .577 inch (14,65 mm), eingeführt 1853, wirksame Reichweite ca. 800 Meter). Auf russischer Seite hingegen wurden noch glattläufige Musketen eingesetzt (wirksame Reichweite ca. 200 Meter). Der Erfolg des britischen Enfield-Gewehrs führte dazu, dass Preußen seine gesamte Infanterie nunmehr durchgehend mit gezogenen Gewehren ausrüstete. Der Krimkrieg war zugleich der historisch erste Graben- und Stellungskrieg. Weiterhin stellte der Krimkrieg mit der Schlacht von Balaklawa den Einsatz der klassischen Kavallerie-Attacke in Frage, da diese den modernen, schneller feuernden Infanteriewaffen gegenüber auf verlorenem Posten stand.
Siehe auch: Grabenkrieg, Stellungskrieg

#### Schlacht von Königgrätz
In der Schlacht bei Königgrätz am 3. Juli 1866 trafen im Deutschen Krieg um die Vorherrschaft im Deutschen Bund die Truppen Preußens auf die Armee der Österreicher.
Militärhistorisch ist der Einsatz neuer Waffensysteme bemerkenswert. Die Preußen verfügten über das Zündnadelgewehr, ein modernes Gewehr mit Zylinderverschluss (Einzellader, kein Repetiergewehr) und Papier-Einheitspatrone. Weiterhin spielte der Telegraph eine entscheidende Rolle.
Die Bedeutung der Schlacht bei Königgrätz ist sowohl im allgemeinen politischen Zusammenhang als auch als Markstein der militärstrategischen Entwicklung in Europa zu sehen. Mit Königgrätz beginnt das Zeitalter der großen Manöver von Massenheeren, die im Unterschied etwa zur napoleonischen Epoche reine Feuergefechte führen – das Bajonett als kampfentscheidende, weil in der konkreten Gefechtssituation Mann gegen Mann einzusetzende, Waffe wird durch die ansatzweise Automatisierung der Handfeuerwaffen endgültig historisch. Zugleich wird hier jedoch die Auftragstaktik, jene auf Friedrich II. und Napoleon gleichermaßen zurückgehende Weiterentwicklung der ursprünglich durch die Lineartaktik bedingten engen Bindung auch der mittleren Truppenoffiziere an die strikten operativen Vorgaben der Armeebefehlshaber zu selbständiger, eigenverantwortlicher und den jeweiligen Geländeverhältnissen flexibel anzupassender Truppenführung erstmals in großem Stil zur Anwendung gebracht. Nun können bereits Kompaniechefs – also Offiziere im Hauptmanns- oder auch Leutnantsrang – im Zweifelsfall nach eigenem Ermessen Entscheidungen treffen, ohne eine Abstrafung durch vorgesetzte Kommandos wegen Ungehorsams befürchten zu müssen.

#### Schlacht von Plewna
Eine bedeutende Veränderung im militärischen Denken der europäischen Mächte brachte die bis heute in Deutschland fast unbekannte Schlacht von Plewna 1877. Türkische Verteidiger kämpften gegen angreifende Russen. Dabei hatten die türkischen Soldaten gleich zwei Gewehre: ein Peabody-Gewehr im Kaliber .45 (Einzellader) und ein Unterhebel-Repetiergewehr Winchester M 1866 im Kaliber .44. Auf Entfernungen von mehr als 200 Metern verwendeten die Türken die Peabody-Gewehre, näherten sich die Russen jedoch auf weniger als 200 Meter, so legten die Türken das Peabody weg und nahmen das Winchester-Gewehr, mit dem sie die Russen mit einem ununterbrochenen Feuer belegten. Der Krieg ging schließlich für die Türken verloren, die Schlacht von Plewna jedoch hatte gezeigt, dass Feuerkraft eine Schlacht entscheiden kann, denn die Russen hatten teilweise bis zu 60 % Verluste zu beklagen. Das Deutsche Reich bekam erst 1886 das erste Repetiergewehr mit dem M71/84, die Schweiz war mit der Annahme des Vetterligewehrs bereits 1869 allen europäischen Staaten darin vorausgegangen.

#### Infanteristische Stärke im Vergleich
Meyers Konversationslexikon (Bd. 8, S. 944) bringt 1888 die Zahlen europäischer Infanterie-Stärken:
| Land                 | Infanterie                                                                          | leichte Infanterie                                                    |
| -------------------- | ----------------------------------------------------------------------------------- | --------------------------------------------------------------------- |
| Deutsches Reichsheer | 165 Infanterieregimenter mit 11 Garde-, 19 Grenadier- und 19 Füsilierregimenter     | 20 Jägerbataillone                                                    |
| Österreich-Ungarn    | 102 Infanterieregimenter                                                            | 1 Tiroler Jägerregiment, 32 Jägerbataillone                           |
| Frankreich           | 144 Infanterieregimenter                                                            | 30 Jägerbataillone                                                    |
| England              | 112 Infanterieregimenter mit zusammen 144 Bataillonen                               | 1 Schützenbrigade mit 4 Bataillonen                                   |
| Italien              | 96 Linieninfanterieregimenter                                                       | 12 Bersaglieriregimenter, 6 Alpiniregimenter mit 72 Gebirgeskompanien |
| Russland             | 192 Infanterieregimenter, 103 Reserveinfanterieregimenter mit 164 Ersatzbataillonen | 50 Schützenbataillone                                                 |

### 20. Jahrhundert

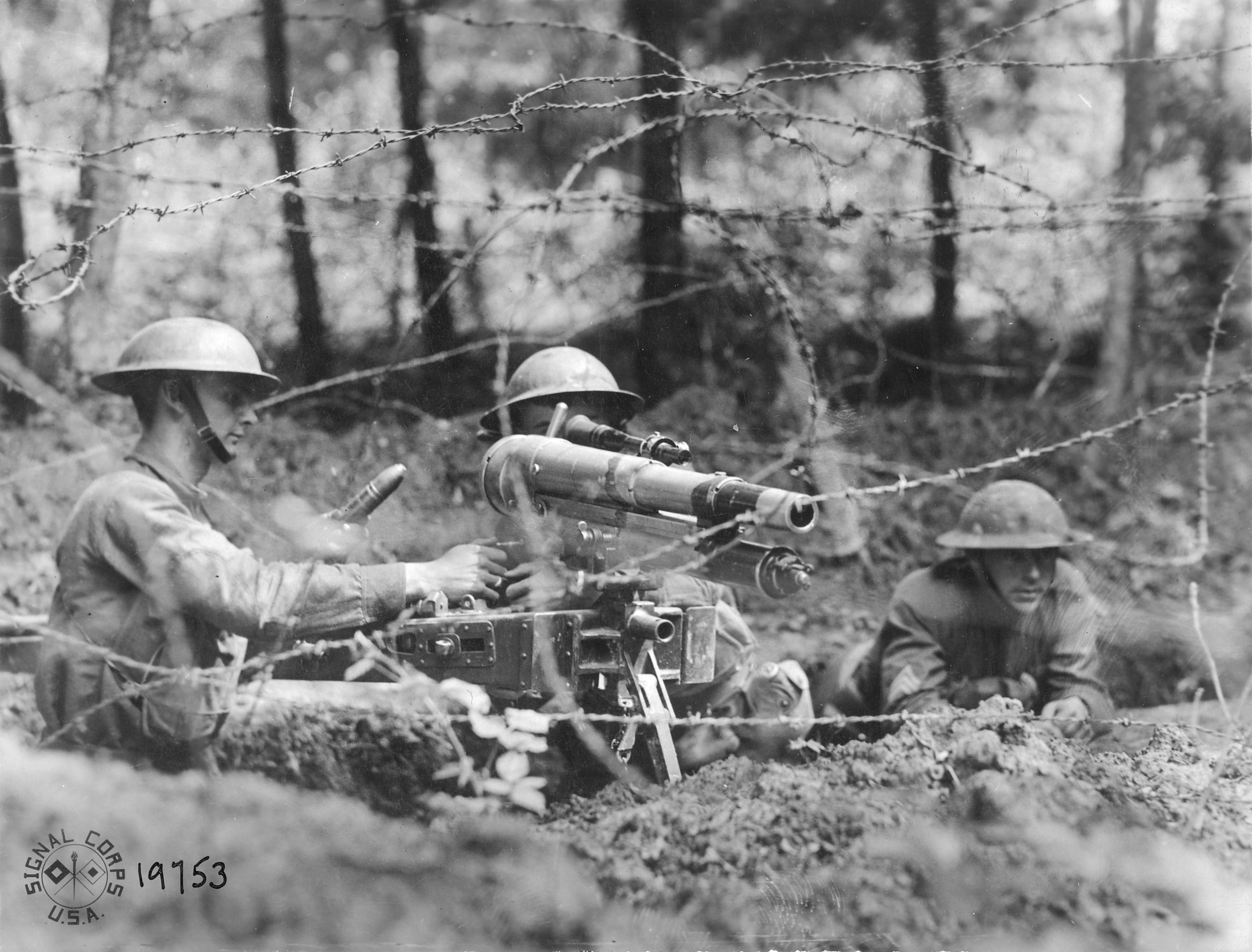
US-amerikanische Infanteriestellung, 1918

Auch am Beginn des 20. Jahrhunderts war die Infanterie die Hauptwaffe des Kampfes. So ist unter anderem im Reglement für die deutsche Infanterie von 1906, das noch während des gesamten Ersten Weltkriegs Gültigkeit hatte, der damalige Stellenwert dieser Truppengattung wieder zu finden: „Die Infanterie ist die Hauptwaffe. Im Verbund mit der Artillerie kämpft sie durch ihr Feuer den Gegner nieder. Sie allein bricht seinen letzten Widerstand. Sie trägt die Hauptlast des Kampfes und bringt die größten Opfer. Dafür winkt ihr auch der höchste Ruhm.“
Unterschieden wurde die Infanterie in Deutschland in Musketiere und Füsiliere der Linien-Infanterieregimenter, Jäger der selbständigen Korps-Jägerbataillone, sowie vormals im weiteren Sinne auch in Dragoner, als ursprüngliche berittene Infanterie sowie die während des Ersten Weltkriegs zum Einsatz kommende abgesessen kämpfende Kavallerie der bataillonsstarken Kavallerie-Schützenregimenter. Als Grenadiere wurden vor 1900 die Soldaten bezeichnet, die in den Grenadierkompanien mit Handgranaten als Kampfmittel ausgestattet waren. Dieses Kampfmittel wurde während des Krieges durch alle Infanteristen zum Einsatz gebracht. Der Angriff der Infanterie wird bis heute im Stoßtrupp durchgeführt, wie bereits durch die Sturmbataillone im Ersten Weltkrieg, der durch Deckungsfeuer sowie gedeckte Bereitstellung mit überraschendem Einbruch gekennzeichnet ist.
Hauptbewaffnung der Infanterie waren schon seit Ende des 19. Jahrhunderts bis in den Zweiten Weltkrieg Repetiergewehre, so bei der British Army das Lee-Enfield und in den Deutschen Heeren das Gewehr Mauser Modell 98.
Alle Armeen bestanden noch bis zum Beginn des Zweiten Weltkriegs vorwiegend aus Infanterie. Deren Bedeutung sank jedoch durch Panzer und Flugzeuge, da sie mit den Geländegewinnen der Panzer im Bewegungsgefecht nicht Schritt halten konnte.
Im Heer (Wehrmacht) wurde zur Unterstützung der Panzertruppe und für das Gefecht der verbundenen Kräfte die Truppengattung der Panzergrenadiere aufgestellt. Dabei handelte es sich um motorisierte oder mit Halbkettenfahrzeugen, deutsch Schützenpanzerwagen auch SPW, gepanzerte mechanisierte Infanterie. Durch die Ausstattung mit Schützenpanzerwagen konnte Infanterie auch während eines laufenden Gefechts aufgesessen vom Fahrzeug und aus der Bewegung kämpfen. Jedoch war durch die mangelnde Rüstung nur je eines der Panzergrenadierregimenter der Panzerdivisionen, häufig auch nur eines der Bataillone mit Halbkettenfahrzeugen, die anderen als Motorisierte Infanterie mit LKW ausgerüstet, und mussten zum Kampf absitzen. Die Panzergrenadiere der Panzergrenadierdivisionen waren nur motorisiert.
Die deutschen Infanterie-Divisionen mit ihren drei Infanterie-Regimentern, die weiterhin die Masse des Heeres der Wehrmacht stellten, waren durch die mangelnde Rüstung im Gegensatz dazu nicht motorisiert, Artillerie und Trosse überwiegend bespannt. Ein Transport erfolgte im Fußmarsch oder über weite Strecken per Eisenbahn.
Nur die wenigsten Divisionen waren daher für einen Bewegungskrieg gerüstet, wie er ab 1939 geführt wurde. Während in Angriffsoperationen die Infanterie den mechanisierten Truppen hinterher hetzte, konnte sie bei Rückzugsoperationen diesen nicht schnell genug folgen und wurde von feindlichen Truppen eingekesselt. Der Untergang der Waffengattung Infanterie während der Operation Bagration 1944 war daher unausweichlich.
Die Jäger-Division verfügten nur über zwei Jägerregimenter und verfügten nur über eine verringerte Anzahl an Artillerie-Abteilungen. Diese waren neben dem allgemeinen Kampfauftrag meist in offenem Gelände mit der Verteidigung aus und dem Angriff auf Feldstellungen, zum Kampf unter schwierigen Waldgelände und besonders winterlichen Bedingungen befähigt, jedoch nicht wie die Gebirgsjäger zum Kampf im Gebirge. Die Ausrüstung entsprach der einer Infanterie-Division der Wehrmacht.

## Infanterie heute

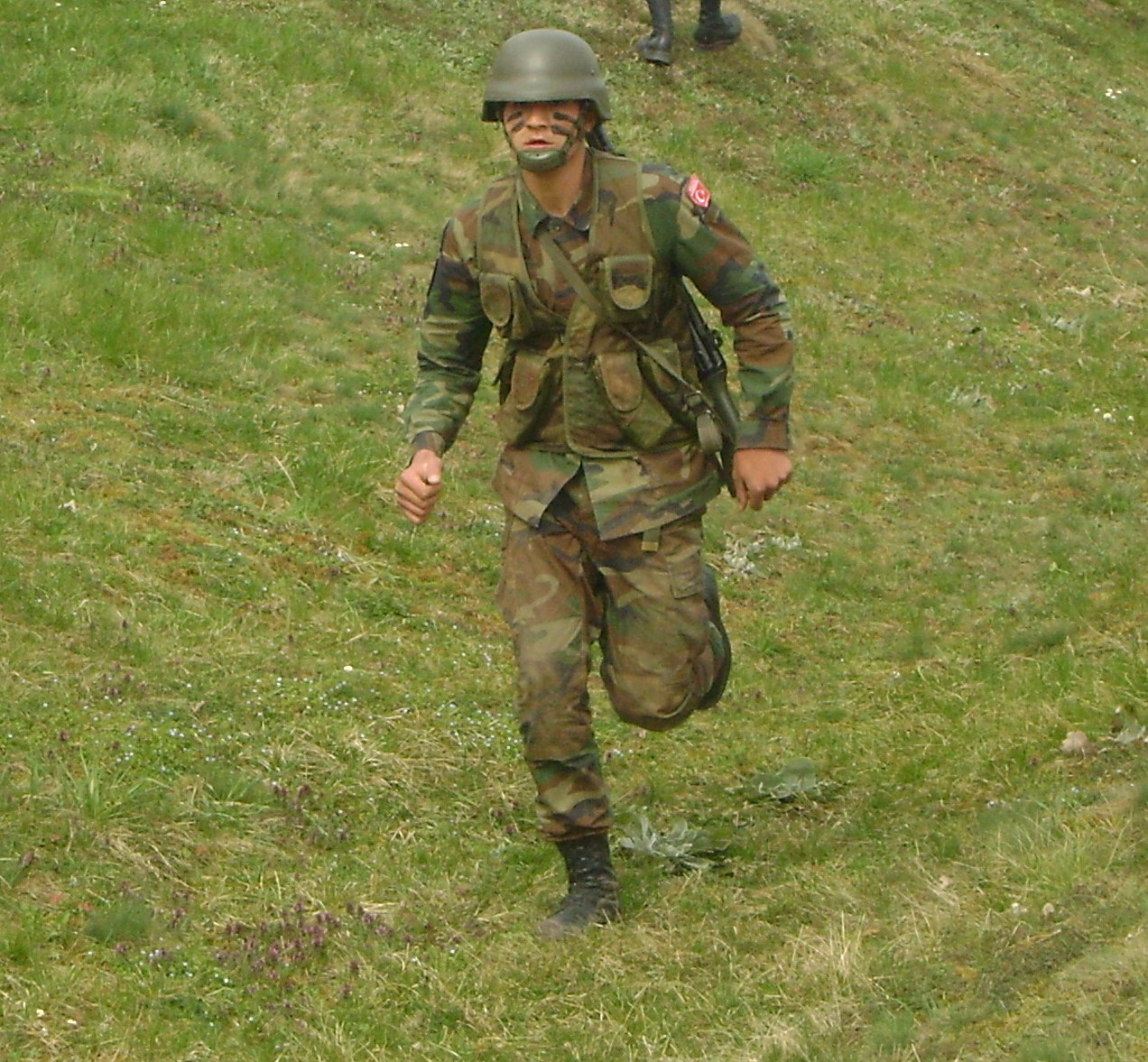
Türkischer Infanterist mit geschultertem HK G3

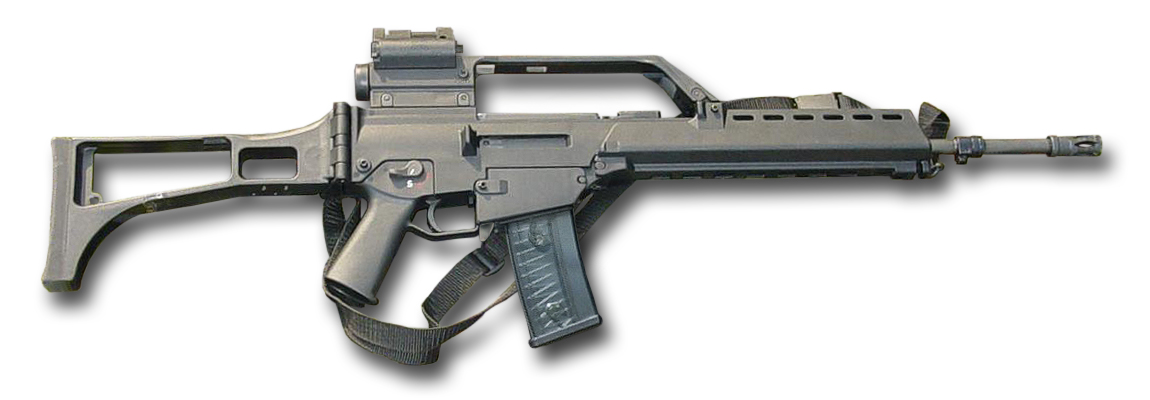
HK G36 Standardinfanteriewaffe der Bundeswehr

Infanterie wird heute unterschieden in mechanisierte Infanterie wie die mit Schützenpanzern ausgestatteten Panzergrenadiere und die mit Transportpanzern ausgestatteten Grenadiere, die in einigen Heeren auch als Füsiliere, Karabiniers oder Jäger bezeichnet werden. Die US-Army rüstete ihre rad-mechanisierte Infanterie der Stryker Brigade Combat Teams mit dem Stryker Armored Vehicle aus. Soweit die Jägertruppe nur mit LKW oder geschützten Fahrzeugen ausgestattet ist, ist sie Bestandteil der Leichten Infanterie, wie Fallschirmjäger und Gebirgsjäger, und kann wie diese mit Hubschraubern als luftbewegliche Infanterie eingesetzt werden.
Ein Infanteriebataillon gliedert sich entsprechend der deutschen Sturmbataillone in drei 2./ – 4./ Jägerkompanie und eine 5./ schwere Jägerkompanie zur Feuerunterstützung und Panzerabwehr sowie einer 1./ Stabs- und Versorgungskompanie. Das Infanteriebataillon ist nicht oder nur sehr bedingt zum Gegenangriff und zum Auffangen in vorbereiteten Stellungen befähigt, oder zur Verstärkung eigener Kräfte, da Infanterie auf dem Gefechtsfeld zu Fuß kämpft. Bei Feindeinbruch in die eigenen Stellungen tritt die benachbarte Teileinheit oder Einheit zum sofortigen Gegenstoß an und wirft den Feind zurück, unmittelbar nach seinem Angriff mit Einbruch in die eigenen Linien, noch bevor Feind sich selbst zur Verteidigung einrichten kann. Der Infanterieverband unterstellt daher selten eine eigene Kompanie einem anderen Verband, sondern wird mit unterstellten Kräften, meist einer gemischten mechanisierten Kompanie mit Kampfpanzern oder Panzergrenadieren verstärkt. Diese bilden in der Regel die Reserve des Infanteriebataillons.
Die Waffenausstattung einer Infanteriegruppe besteht im Wesentlichen aus Maschinenkarabiner, Maschinengewehr und Granatpistole, sekundär für den Nahkampf Selbstladepistole und Handgranaten. Der Jägerzug verfügt außerdem über Scharfschützengewehre und Kampfmittel wie Richt-Sprengmittel, die es ihm ermöglichen, den Kampf in stark bis bedecktem Gelände sowie durchschnittenem bis stark durchschnittenem Gelände bis zu einer Kampfentfernung von 600 m zu führen. Zur Panzerabwehr dienen Panzervernichtungstrupps mit Panzerabwehrhandwaffen.

### Infanterie der Bundeswehr
Die Infanterie der Bundeswehr besteht heute aus den Truppengattungen Jäger, Fallschirmjäger, Gebirgsjäger. Der Objektschutz übernimmt zwar teilweise Infanterietische Aufgaben, gehört jedoch nicht zur Infanterie.
Die mechanisierten Panzergrenadiere, die mit Schützenpanzern ausgestattet sind, gehören heute zusammen mit der Panzertruppe zum Truppengattungsverbund der Panzertruppen, und nicht mehr wie früher als schwere Infanterie zur Infanterie.
Bis in die 1990er Jahre diente die Jägertruppe der Bundeswehr vornehmlich zum Schutz rückwärtiger Gebiete in der symmetrischen Gefechtsführung und bestand mit Masse aus Reservisten. Für den aufgeteilten flächendeckenden Einsatz in der asymmetrischen Gefechtsführung wurde jedoch keine neue Truppengattung mehr gebildet, sondern nur eine Gefechtsdoktrin für alle Truppen formuliert. Dabei entstand eine wesentliche Lücke insbesondere beim Einsatz der mechanisierten Kampftruppen, da diese ohne ihre Gefechtsfahrzeuge nicht oder nur bedingt zum Einsatz kommen und ihnen nur behelfsweise eine abweichende Gefechtsweise erteilt wurde.
Aufgrund spezieller Anforderungen hinsichtlich besonderer Hochwertinfrastruktur und Auftrag, stellen sowohl Luftwaffe mit der Luftwaffensicherungstruppe als auch die Marine mit der Marinesicherungstruppe eigene Sicherungskräfte. Diese übernehmen die Sicherung eigener Kräfte der jeweiligen Teilstreitkraft auf und von Flughäfen, Feldflugplätzen und Behelfslandezonen oder von Hafenanlagen und küstennah von Reeden.

### Ausbildung und Bewaffnung
Das Gefecht der Infanterie besteht aus Verteidigung und Angriff in und um Feldstellungen, dem Orts- und Häuserkampf und dem Waldkampf sowie dem Jagdkampf in bedecktem und stark bedecktem, teilweise durchschnittenem Gelände. Sie meidet den Kampf in offenem und soweit möglich in teilbedecktem Gelände. Einzelausbildungsthemen sind: Handhabung der Handfeuerwaffen und Feuerkampf in der Verteidigung und im Angriff, Panzerabwehr aller Truppen durch den Panzervernichtungstrupp, Fliegerabwehr aller Truppen (MG auf Fliegerdreibein und PARS 3), ABC-Abwehr aller Truppen, Helfer im Sanitätsdienst (Selbst- und Kameradenhilfe), Funkgerätebediener sowie teilweise waffenloser Nahkampf. Weitere Ausbildungen wie Leben im Feld, Orientieren im Gelände bei Tag und Nacht, Überleben des auf sich gestellten Soldaten und in der auf sich gestellten Gruppe, Pionierdienst aller Truppen mit dem Anlegen von Drahtsperren und Sicherungsminensperren sowie Wasserdienst für das Übersetzen mit Schlauchbooten kommen hinzu.

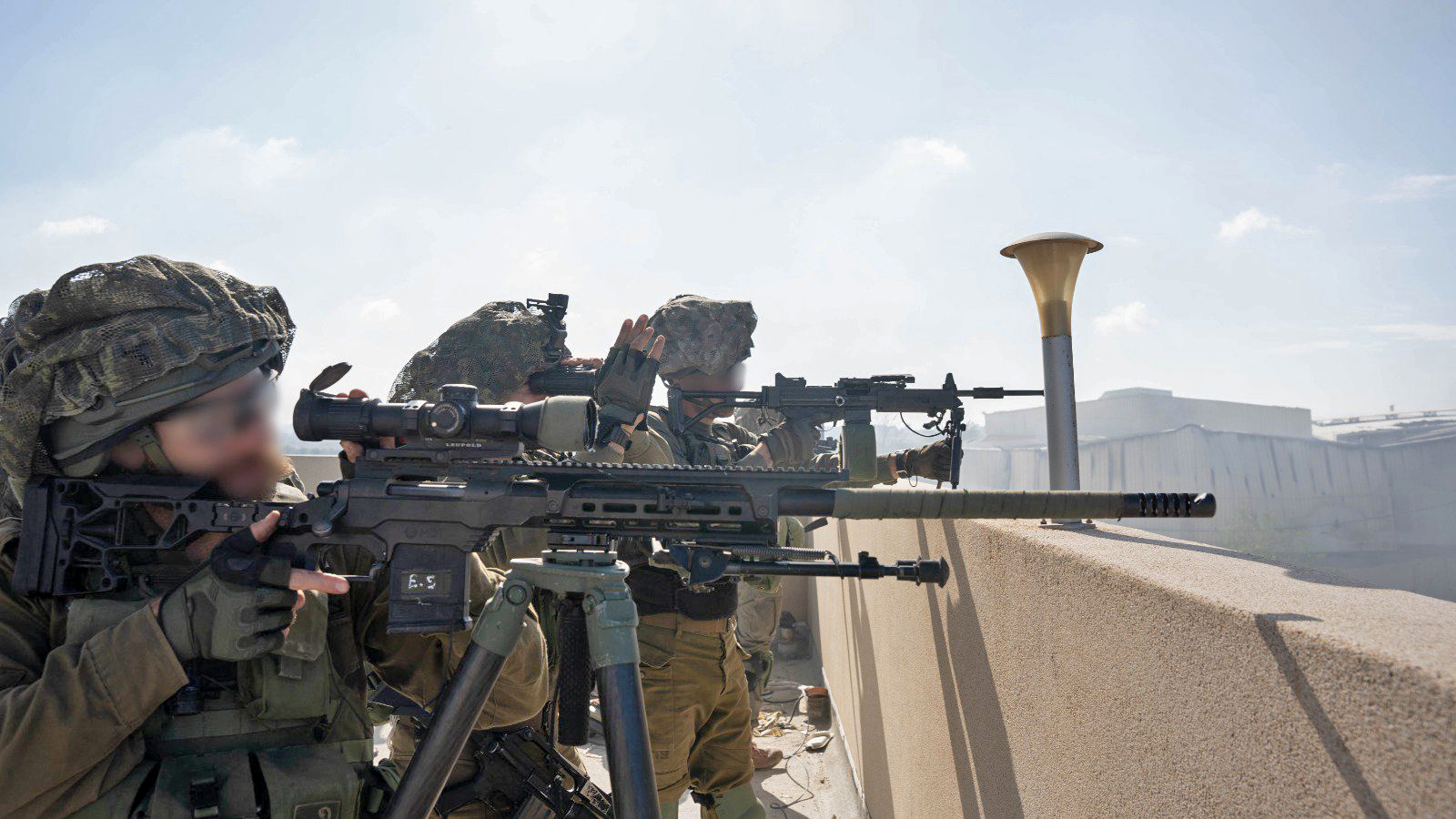
Israelische Soldaten mit einem M24, IWI Negev und CAR-15 während der Operation „Eiserne Schwerter“

Waffen und Kampfmittel der modernen Infanterie sind Maschinenkarabiner, Maschinengewehr, Maschinenpistole, Scharfschützengewehr, Panzerfaust, Fliegerfaust, Pistole, Handgranate sowie Nahkampfwaffen wie Feldspaten, Kampfmesser oder (heute selten) Bajonett. Zu den pioniertechnischen Sperrmitteln gehören S-Draht, Bandstacheldraht und Landminen.
Die Infanterieverbände verfügen zusätzlich über schwere Infanteriewaffen wie Granatwerfer / Mörser, Panzerabwehrlenkwaffen und Maschinenkanonen. Nur in Großverbänden häufig dann auch schwere Waffen wie eingegliederter (Feld-)Artillerie, zumeist als selbstfahrende (geschützte) Geschütze, häufig auf Radfahrgestell.
Zur Verbesserung der Durchhaltefähigkeit im Gefecht werden weltweit für die Infanterie neue Verbundsysteme eingeführt. Die Bundeswehr führt seit 2007 das Ausrüstungssystem Infanterist der Zukunft ein, das aus moderner Ausrüstung im Bereich persönliche Schutzausstattung, Fernmeldemittel und Handfeuerwaffen besteht. In Südkorea das XK11, in den USA soll mit dem XM29 eine tragbare Waffe entwickelt werden, die Maschinenkarabiner, Granatwerfer, Zielfernrohr, Laserentfernungsmesser und Kamera miteinander vereinen soll.

### Marineinfanterie
Die Marineinfanterie ist eine spezialisierte Truppe für infanteristische Aufgaben in Zusammenarbeit mit Seestreitkräften. Dazu gehören amphibische Operationen wie Seelandungen, aber auch Sicherungsaufgaben an Bord von Kriegsschiffen. Die Marineinfanterie kann ein Teil der Seestreitkräfte sein, in manchen Ländern ist sie auch Teil des Heeres oder gar eine selbstständige Teilstreitkraft.
Marines (von lat. marinus – zum Meer gehörend) ist die englische Bezeichnung für Marineinfanteristen, in Deutschland war früher die Bezeichnung Seesoldat üblich.
Die Unterscheidung zwischen Seeleuten, die ein Kriegsschiff seemännisch einsetzen, und Soldaten, die für den Kampf Mann gegen Mann ausgebildet sind, gibt es schon sehr lange. Bereits die Römische Flotte erzielte ihre Erfolge gegen Karthago, indem sie für den Enterkampf besser ausgebildete Landsoldaten einsetzte. Auf den Segelkriegsschiffen des 18. und frühen 19. Jahrhunderts gab es meist kleinere Kontingente von Seesoldaten, die einerseits Kampfaufgaben hatten, andererseits auch für die Disziplin der Besatzung zuständig waren. Zu Beginn eines Gefechts verstärkten sie die Geschützbedienungen, später bildeten sie den Kern der Truppe für den Enterkampf. Außerdem wurden sie für Landungsunternehmen eingesetzt. Aus diesen Aufgaben heraus entwickelten sich in verschiedenen Ländern Marineinfanterietruppen mit unterschiedlicher Organisation und Aufgabenstellung. In einigen Ländern entstanden starke Landungstruppen, wie z. B. das United States Marine Corps.